# Эрдели, Чаба
Ча́ба Э́рдели (венг. Erdélyi Csaba; 1946, Будапешт) — венгерский альтист.
В 19-летнем возрасте под угрозой отчисления из Музыкальной академии имени Листа в Будапеште и призыва в венгерскую армию был вынужден руководством академии переключиться со скрипки на альт. После длительных затруднений окончил академию в 1970 г. под руководством Пала Лукача, заняв третье место на впервые проведённом в Академии международном конкурсе альтистов, а в 1972 г. стал первым и единственным альтистом, выигравшим лондонский Конкурс имени Карла Флеша (в большей степени предназначенный для скрипачей). После этой победы остался в Великобритании, занимался частным образом под руководством Лайонела Тертиса (по воспоминаниям Эрдели, Тертис оказал на него огромное влияние, во всех нюансах разобрав с ним фразировку и аппликатуру ряда произведений, в том числе Концерта для альта с оркестром Уильяма Уолтона). В 1974—1978 гг. первый альт лондонского оркестра «Филармония».
В дальнейшем, помимо регулярной концертной деятельности, принимал активное участие в различных программах IDRIART — Института развития международных отношений через искусство, основанного скрипачом Михой Погачником, — сам Эрдели особо выделяет программу популяризации академической музыки в Китае, в ходе которой западные музыканты выступали с концертами на заводах и фабриках.